# Crystal Palace Football Club 2024-2025
Questa voce raccoglie le informazioni riguardanti il Crystal Palace Football Club 2024-2025 nelle competizioni ufficiali della stagione 2024-2025.

## Stagione
Questa è la 119ª stagione per il Crystal Palace e la 12ª consecutiva in Premier League. Oltre al campionato, il Crystal Palace ha preso parte alla FA Cup e alla EFL Cup. Alla guida del club viene riconfermato Oliver Glasner dalla stagione precedente.
Il cammino in Coppa di Lega inizia dal secondo turno con una vittoria in casa contro il Norwich City, seguita da un 2-1 in trasferta al terzo contro il QPR e un altro 2-1 contro l'Aston Villa agli ottavi; alla fine, ai quarti, l'Arsenal batte per 3-2 i Glaziers, estromettendoli dal torneo.
Il percorso delle Eagles in Coppa d'Inghilterra, invece, si rivela molto più positivo. Si parte dal terzo turno con un 1-0 contro lo Stockport County, per poi battere in sequenza Doncaster al quarto (2-0), Millwall al quinto (3-1), Fulham ai quarti (3-0) e Aston Villa in semifinale (3-0). Il 17 maggio, il Crystal Palace gioca così la sua terza finale in coppa nazionale per la terza volta nella sua storia, e si svolge allo Stadio di Wembley di Londra contro il Manchester City: ai Vetrai basta un gol di Eze per vincere quello che si rivela il loro primo trofeo nella loro storia. Grazie a questa vittoria, ottengono non solo il diritto di giocare l'edizione 2025-2026 dell'Europa League, ma anche di disputare la Supercoppa d'Inghilterra contro il Liverpool, nel frattempo già laureatosi campione d'Inghilterra.

## Maglie e sponsor
| Casa | Trasferta | Terza maglia |

## Rosa
Aggiornata al 23 marzo 2025 
 In corsivo i calciatori ceduti durante la stagione  
| N. |                        | Ruolo | Calciatore           |
| -- | ---------------------- | ----- | -------------------- |
| 1  | Inghilterra (bandiera) | P     | Sam Johnstone        |
| 2  | Inghilterra (bandiera) | D     | Joel Ward            |
| 3  | Inghilterra (bandiera) | D     | Tyrick Mitchell      |
| 4  | Inghilterra (bandiera) | D     | Rob Holding          |
| 5  | Danimarca (bandiera)   | D     | Joachim Andersen     |
| 5  | Francia (bandiera)     | D     | Maxence Lacroix      |
| 6  | Inghilterra (bandiera) | D     | Marc Guéhi           |
| 7  | Senegal (bandiera)     | A     | Ismaïla Sarr         |
| 8  | Colombia (bandiera)    | C     | Jefferson Lerma      |
| 9  | Ghana (bandiera)       | A     | Jordan Ayew          |
| 9  | Inghilterra (bandiera) | A     | Eddie Nketiah        |
| 10 | Inghilterra (bandiera) | C     | Eberechi Eze         |
| 11 | Brasile (bandiera)     | C     | Matheus França       |
| 12 | Colombia (bandiera)    | D     | Daniel Muñoz         |
| 14 | Francia (bandiera)     | A     | Jean-Philippe Mateta |
| 15 | Ghana (bandiera)       | D     | Jeff Schlupp         |
| 17 | Inghilterra (bandiera) | D     | Nathaniel Clyne      |

| N. |                             | Ruolo | Calciatore       |
| -- | --------------------------- | ----- | ---------------- |
| 18 | Giappone (bandiera)         | C     | Daichi Kamada    |
| 19 | Inghilterra (bandiera)      | C     | Will Hughes      |
| 20 | Inghilterra (bandiera)      | C     | Adam Wharton     |
| 21 | Inghilterra (bandiera)      | C     | Romain Esse      |
| 22 | Francia (bandiera)          | A     | Odsonne Edouard  |
| 23 | Inghilterra (bandiera)      | A     | Malcolm Ebiowei  |
| 25 | Inghilterra (bandiera)      | D     | Ben Chilwell     |
| 26 | Stati Uniti (bandiera)      | D     | Chris Richards   |
| 27 | Inghilterra (bandiera)      | D     | Trevoh Chalobah  |
| 28 | Mali (bandiera)             | C     | Cheick Doucouré  |
| 29 | Francia (bandiera)          | D     | Naouirou Ahamada |
| 30 | Stati Uniti (bandiera)      | P     | Matt Turner      |
| 31 | Inghilterra (bandiera)      | P     | Remi Matthews    |
| 32 | Inghilterra (bandiera)      | P     | Sam Johnstone    |
| 34 | Marocco (bandiera)          | D     | Chadi Riad       |
| 36 | Inghilterra (bandiera)      | D     | Nathan Ferguson  |
| 42 | Inghilterra (bandiera)      | C     | Kaden Rodney     |
| 55 | Irlanda del Nord (bandiera) | D     | Justin Devenny   |
| 58 | Inghilterra (bandiera)      | D     | Caleb Kporha     |
| 64 | Inghilterra (bandiera)      | D     | Asher Agbinone   |

## Calciomercato

### Sessione estiva
| Acquisti         | Acquisti        | Acquisti            | Acquisti                    |
| R.               | Nome            | da                  | Modalità                    |
| ---------------- | --------------- | ------------------- | --------------------------- |
| A                | Eddie Nketiah   | Arsenal             | definitivo (29,7 milioni €) |
| D                | Maxence Lacroix | Wolfsburg           | definitivo (18 milioni €)   |
| C                | Ismaïla Sarr    | Olympique Marsiglia | definitivo (15 milioni €)   |
| D                | Chadi Riad      | Betis               | definitivo (15 milioni €)   |
| C                | Daichi Kamada   | Lazio               | gratuito                    |
| D                | Trevoh Chalobah | Chelsea             | prestito                    |
| P                | Matt Turner     | Nottingham Forest   | prestito                    |
| Altre operazioni |                 |                     |                             |
| R.               | Nome            | da                  | Modalità                    |
| A                | Malcolm Ebiowei | RWDM47              | fine prestito               |
| A                | Scott Banks     | St. Pauli           | fine prestito               |

| Cessioni         | Cessioni          | Cessioni       | Cessioni                    |
| R.               | Nome              | a              | Modalità                    |
| ---------------- | ----------------- | -------------- | --------------------------- |
| A                | Michael Olise     | Bayern Monaco  | definitivo (53 milioni €)   |
| D                | Joachim Andersen  | Fulham         | definitivo (29,5 milioni €) |
| P                | Sam Johnstone     | Wolverhampton  | definitivo (11,9 milioni €) |
| A                | Jordan Ayew       | Leicester City | definitivo (11,9 milioni €) |
| A                | Scott Banks       | St. Pauli      | definitivo (400 mila €)     |
| C                | Jaïro Riedewald   | Anversa        | gratuito                    |
| A                | Odsonne Édouard   | Leicester City | prestito                    |
| C                | Naouirou Ahamada  | Rennes         | prestito                    |
| A                | Jesurun Rak-Sakyi | Sheffield Utd  | prestito                    |
| A                | Malcolm Ebiowei   | Oxford Utd     | prestito                    |
| P                | Joe Whitworth     | Exeter City    | prestito                    |
| C                | David Ozoh        | Derby County   | prestito                    |
| D                | Nathan Ferguson   |                | svincolato                  |
| D                | James Tomkins     |                | svincolato                  |
| Altre operazioni |                   |                |                             |
| R.               | Nome              | a              | Modalità                    |

### Sessione invernale
| Acquisti         | Acquisti        | Acquisti   | Acquisti                    |
| R.               | Nome            | da         | Modalità                    |
| ---------------- | --------------- | ---------- | --------------------------- |
| A                | Romain Esse     | Millwall   | definitivo (14,2 milioni €) |
| D                | Ben Chilwell    | Chelsea    | prestito                    |
| Altre operazioni |                 |            |                             |
| R.               | Nome            | da         | Modalità                    |
| A                | Malcolm Ebiowei | Oxford Utd | fine prestito               |
| A                | Luke Plange     | HJK        | fine prestito               |

| Cessioni         | Cessioni        | Cessioni      | Cessioni      |
| R.               | Nome            | a             | Modalità      |
| ---------------- | --------------- | ------------- | ------------- |
| C                | Jeffrey Schlupp | Celtic        | prestito      |
| D                | Rob Holding     | Sheffield Utd | prestito      |
| D                | Trevoh Chalobah | Chelsea       | fine prestito |
| Altre operazioni |                 |               |               |
| R.               | Nome            | a             | Modalità      |
| A                | Luke Plange     | Motherwell    | fine prestito |

## Risultati

### Premier League

#### Girone di andata
| Arbitro: | Barrott |

|                      |           |                    |
| Mbeumo 29’ Wissa 76’ | Marcatori | 56’ (aut.) Pinnock |

| Arbitro: | R. Jones |

|  |           |                      |
|  | Marcatori | 67’ Souček 72’ Bowen |

| Arbitro: | Gillett |

|             |           |         |
| Jackson 25’ | Marcatori | 53’ Eze |

| Arbitro: | Harrington |

|                          |           |                        |
| Mateta 47’, 90+2’ (rig.) | Marcatori | 21’ Vardy 46’ Mavididi |

| Londra 21 settembre 2024, ore 17:30 WEST 5ª giornata | Crystal Palace | 0 – 0 referto | Manchester Utd | Selhurst Park (25 172 spett.)\| Arbitro: \| Coote \| |
| Arbitro:                                             | Coote          |               |                |                                                      |

| Arbitro: | A. Madley |

|                 |           |           |
| McNeil 47’, 54’ | Marcatori | 10’ Guéhi |

| Arbitro: | Hooper |

|  |           |         |
|  | Marcatori | 9’ Jota |

| Arbitro: | Robinson (West Sussex) |

|          |           |  |
| Wood 65’ | Marcatori |  |

| Arbitro: | D. Bond |

|            |           |  |
| Mateta 31’ | Marcatori |  |

| Arbitro: | Taylor |

|                                  |           |                        |
| Strand Larsen 67’ João Gomes 72’ | Marcatori | 60’ Chalobah 77’ Guéhi |

| Arbitro: | Salisbury |

|  |           |                             |
|  | Marcatori | 45+2’ Smith Rowe 83’ Wilson |

| Arbitro: | Robinson |

|                         |           |                          |
| Watkins 36’ Barkley 77’ | Marcatori | 4’ I. Sarr 45+1’ Devenny |

| Arbitro: | England |

|             |           |                  |
| Muñoz 90+4’ | Marcatori | 53’ (aut.) Guéhi |

| Arbitro: | Pawson |

|  |           |            |
|  | Marcatori | 59’ Mateta |

| Arbitro: | R. Jones |

|                      |           |                       |
| Muñoz 4’ Lacroix 56’ | Marcatori | 30’ Haaland 68’ Lewis |

| Arbitro: | Oliver |

|                  |           |                               |
| Guéhi 87’ (aut.) | Marcatori | 27’ Chalobah 33’, 82’ I. Sarr |

| Arbitro: | Hooper |

|             |           |                                                      |
| I. Sarr 11’ | Marcatori | 6’, 14’ G. Jesus 38’ Havertz 60’ Martinelli 84’ Rice |

| Bournemouth 26 dicembre 2024, ore 15:00 WET 18ª giornata | Bournemouth | 0 – 0 referto | Crystal Palace | Vitality Stadium (11 129 spett.)\| Arbitro: \| Bramall \| |
| Arbitro:                                                 | Bramall     |               |                |                                                           |

| Arbitro: | Salisbury |

|                      |           |             |
| Chalobah 31’ Eze 52’ | Marcatori | 15’ Dibling |

#### Girone di ritorno
| Arbitro: | Robinson |

|            |           |            |
| Mateta 82’ | Marcatori | 14’ Palmer |

| Arbitro: | A. Madley |

|  |           |                      |
|  | Marcatori | 52’ Mateta 78’ Guéhi |

| Arbitro: | Bramall |

|  |           |                        |
|  | Marcatori | 48’, 89’ (rig.) Mateta |

| Arbitro: | Harrington |

|          |           |                              |
| Esse 85’ | Marcatori | 66’ (rig.) Mbeumo 80’ Schade |

| Arbitro: | Brooks |

|  |           |                 |
|  | Marcatori | 64’, 89’ Mateta |

| Arbitro: | Taylor |

|            |           |                      |
| Mateta 47’ | Marcatori | 42’ Beto 80’ Alcaraz |

| Arbitro: | R. Jones |

|  |           |                                  |
|  | Marcatori | 37’ (aut.) J. Andersen 66’ Muñoz |

| Arbitro: | Barrott |

|                                           |           |            |
| I. Sarr 29’, 71’ Mateta 59’ Nketiah 90+1’ | Marcatori | 52’ Rogers |

| Arbitro: | Hooper |

|  |           |             |
|  | Marcatori | I. Sarr 82’ |

| Arbitro: | England |

|                                                               |           |  |
| Murphy 14’ Guéhi 38’ (aut.) Barnes 45+2’ Schär 45+8’ Isak 58’ | Marcatori |  |

| Arbitro: | Madley |

|             |           |              |
| Onuachu 20’ | Marcatori | 90+2’ França |

| Arbitro: | Taylor |

|                     |           |             |
| Mateta 3’ Muñoz 55’ | Marcatori | 31’ Welbeck |

| Arbitro: | Gillett |

|                                                                |           |                     |
| De Bruyne 33’ Marmoush 36’ Kovačić 47’ McAtee 56’ O'Reilly 79’ | Marcatori | 8’ Eze 21’ Richards |

| Londra 19 aprile 2025, ore 15:00 WEST 33ª giornata | Crystal Palace | 0 – 0 referto | Bournemouth | Selhurst Park (25 185 spett.)\| Arbitro: \| Barrott \| |
| Arbitro:                                           | Barrott        |               |             |                                                        |

| Arbitro: | Salisbury |

|                        |           |                    |
| Kiwior 3’ Trossard 42’ | Marcatori | 27’ Eze 83’ Mateta |

| Arbitro: | Madley |

|                |           |             |
| Eze 60’ (rig.) | Marcatori | 64’ Murillo |

| Arbitro: | Kavanagh |

|  |           |              |
|  | Marcatori | 45’, 48’ Eze |

| Arbitro: | Webb |

|                                       |           |                               |
| Nketiah 27’, 32’ Chilwell 50’ Eze 86’ | Marcatori | 24’ Agbadou 62’ Strand Larsen |

| Arbitro: | England |

|           |           |            |
| Salah 84’ | Marcatori | 9’ I. Sarr |

### FA Cup
| Arbitro: | Attwell |

|        |           |  |
| Eze 4’ | Marcatori |  |

| Arbitro: | Hallam |

|  |           |                       |
|  | Marcatori | 31’ Muñoz 55’ Devenny |

| Arbitro: | Oliver |

|                                           |           |                |
| Tanganga 33’ (aut.) Muñoz 40’ Nketiah 81’ | Marcatori | 45+13’ Harding |

| Arbitro: | England |

|  |           |                                 |
|  | Marcatori | 34’ Eze 38’ I. Sarr 75’ Nketiah |

| Arbitro: | Taylor |

|                            |           |  |
| Eze 31’ I. Sarr 58’, 90+4’ | Marcatori |  |

| Arbitro: | Attwell |

|         |           |  |
| Eze 16’ | Marcatori |  |

### EFL Cup
| Arbitro: | Donohue |

|                                       |           |  |
| Kamada 2’ Mateta 57’, 68’ I. Sarr 84’ | Marcatori |  |

| Arbitro: | Singh |

|           |           |                     |
| Field 53’ | Marcatori | 16’ Nketiah 64’ Eze |

| Arbitro: | Barrott |

|           |           |                   |
| Durán 23’ | Marcatori | 8’ Eze 64’ Kamada |

| Arbitro: | A. Madley |

|                        |           |                       |
| G. Jesus 54’, 73’, 81’ | Marcatori | 4’ Mateta 85’ Nketiah |

## Statistiche finali

### Statistiche di squadra
| Competizione   | Punti | In casa | In casa | In casa | In casa | In casa | In casa | In trasferta | In trasferta | In trasferta | In trasferta | In trasferta | In trasferta | In campo neutro | In campo neutro | In campo neutro | In campo neutro | In campo neutro | In campo neutro | Totale | Totale | Totale | Totale | Totale | Totale | DR  |
| Competizione   | Punti | G       | V       | N       | P       | Gf      | Gs      | G            | V            | N            | P            | Gf           | Gs           | G               | V               | N               | P               | Gf              | Gs              | G      | V      | N      | P      | Gf     | Gs     | DR  |
| -------------- | ----- | ------- | ------- | ------- | ------- | ------- | ------- | ------------ | ------------ | ------------ | ------------ | ------------ | ------------ | --------------- | --------------- | --------------- | --------------- | --------------- | --------------- | ------ | ------ | ------ | ------ | ------ | ------ | --- |
| Premier League | 53    | 19      | 6       | 7       | 6       | 24      | 26      | 19           | 7            | 7            | 5            | 27           | 25           | -               | -               | -               | -               | -               | -               | 38     | 13     | 14     | 11     | 51     | 51     | 0   |
| FA Cup         | -     | 2       | 2       | 0       | 0       | 4       | 1       | 2            | 2            | 0            | 0            | 5            | 0            | 2               | 2               | 0               | 0               | 4               | 0               | 6      | 6      | 0      | 0      | 13     | 1      | +12 |
| League Cup     | -     | 1       | 1       | 0       | 0       | 4       | 0       | 3            | 2            | 0            | 1            | 6            | 5            | -               | -               | -               | -               | -               | -               | 4      | 3      | 0      | 1      | 10     | 5      | +5  |
| Totale         | -     | 22      | 9       | 7       | 6       | 32      | 27      | 24           | 11           | 7            | 6            | 38           | 30           | 2               | 2               | 0               | 0               | 4               | 0               | 48     | 22     | 14     | 12     | 74     | 57     | +17 |

### Andamento in campionato
| Giornata  | 1  | 2  | 3  | 4  | 5  | 6  | 7  | 8  | 9  | 10 | 11 | 12 | 13 | 14 | 15 | 16 | 17 | 18 | 19 | 20 | 21 | 22 | 23 | 24 | 25 | 26 | 27 | 28 | 29 | 30 | 31 | 32 | 33 | 34 | 35 | 36 | 37 | 38 |
| --------- | -- | -- | -- | -- | -- | -- | -- | -- | -- | -- | -- | -- | -- | -- | -- | -- | -- | -- | -- | -- | -- | -- | -- | -- | -- | -- | -- | -- | -- | -- | -- | -- | -- | -- | -- | -- | -- | -- |
| Luogo     | T  | C  | T  | C  | C  | T  | C  | T  | C  | T  | C  | T  | C  | T  | C  | T  | C  | T  | C  | C  | T  | T  | C  | T  | C  | T  | C  | C  | T  | T  | C  | T  | C  | T  | C  | T  | C  | T  |
| Risultato | P  | P  | N  | N  | N  | P  | P  | P  | V  | N  | P  | N  | N  | V  | N  | V  | P  | N  | V  | N  | V  | V  | P  | V  | P  | V  | V  | V  | P  | N  | V  | P  | N  | N  | N  | V  | V  | N  |
| Posizione | 13 | 17 | 16 | 16 | 16 | 18 | 18 | 18 | 17 | 17 | 18 | 19 | 17 | 17 | 17 | 15 | 16 | 16 | 15 | 15 | 15 | 12 | 13 | 12 | 13 | 13 | 12 | 11 | 12 | 12 | 11 | 12 | 12 | 12 | 12 | 12 | 12 | 12 |

Legenda:

Luogo: C = Casa; T = Trasferta. Risultato: V = Vittoria; N = Pareggio; P = Sconfitta.